# Glucken (Pilze)
Die Glucken (Sparassis) sind eine Pilzgattung aus der Familie der Gluckenverwandten (Sparassidaceae), die zum Verwandtschaftskreis der Stielporlingsartigen gehört.

## Merkmale
Der Fruchtkörper der Glucken ist ein basaler, dicklicher Strunk, der flachgedrückte, blattartige Zweige trägt. Die Zweige sind beidseitig mit der Fruchtschicht (Hymenium) überzogen.

## Ökologie
Glucken leben parasitisch und saprobiontisch von Moderholz, auch von alten Wurzelteilen.

## Arten
Lange war angenommen worden, dass die Gattung der Glucken aus drei Arten besteht, dann wurden jedoch in kurzer Zeit viele neue tropische Arten der Gattung beschrieben, so dass heute neun Arten in der Gattung bekannt sind. Die am nächsten verwandte Gattung ist die Gattung Sparassiella, eine Gattung australischer Gluckenpilze.
| Glucken (Sparassis) weltweit |                          |                                       |
| \| Deutscher Name \| Wissenschaftlicher Name \| Autorenzitat \| \| --------------------- \| ------------------------ \| ------------------------------------- \| \| Breitblättrige Glucke \| Sparassis brevipes \| Krombholz 1834 \| \| Krause Glucke \| Sparassis crispa \| (Wulfen 1781 : Fries 1821) Fries 1821 \| \| \| Sparassis cystidiosa \| Desjardin & Zheng Wang 2004 \| \| \| Sparassis latifolia \| Y.C. Dai & Z. Wang 2006 \| \| \| Sparassis longistipitata \| S.R. Schwarzmann 2001 \| \| \| Sparassis miniensis \| Blanco-Dios & Zheng Wang 2006 \| \| \| Sparassis radicata \| Weir 1917 \| \| \| Sparassis spathulata \| (Schweinitz 1822) Fries 1828 \| |                          |                                       |
| Deutscher Name | Wissenschaftlicher Name  | Autorenzitat                          |
| Breitblättrige Glucke | Sparassis brevipes       | Krombholz 1834                        |
| Krause Glucke | Sparassis crispa         | (Wulfen 1781 : Fries 1821) Fries 1821 |
| | Sparassis cystidiosa     | Desjardin & Zheng Wang 2004           |
| | Sparassis latifolia      | Y.C. Dai & Z. Wang 2006               |
| | Sparassis longistipitata | S.R. Schwarzmann 2001                 |
| | Sparassis miniensis      | Blanco-Dios & Zheng Wang 2006         |
| | Sparassis radicata       | Weir 1917                             |
| | Sparassis spathulata     | (Schweinitz 1822) Fries 1828          |